# Eleições no Território Federal de Rondônia em 1962
As eleições no território federal de Rondônia em 1962 ocorreram em 7 de outubro como parte das eleições gerais em 22 estados e nos territórios federais do Amapá e Rondônia. No presente caso, a Constituição de 1946 fixou um deputado federal para representar cada um dos territórios federais então existentes.

## Resultado da eleição para deputado federal
Informa o acervo do Tribunal Superior Eleitoral que houve 9.025 votos nominais (95,38%), 331 votos em branco (3,50%) e 106 votos nulos (1,12%), resultando no comparecimento de 9.462 eleitores. Nos territórios federais representados por um deputado federal, será observado o princípio do voto majoritário.

### Chapa do PSP
| Candidatos a deputado federal em 1962 | Partido | Votação | Percentual | Cidade onde nasceu | Unidade federativa | Observações |
| Renato Medeiros                       | PSP     | 4.758   | 52,72%     | -                  | Pará               | [ 5 ]       |
| Hegel Morhy                           | PSP     | -       | -          | Manaus             | Amazonas           | [ 6 ]       |
| Fontes:                               |         |         |            |                    |                    |             |

### Coligação PTB-PSD
| Candidatos a deputado federal em 1962 | Partido | Votação | Percentual | Cidade onde nasceu | Unidade federativa | Observações |
| Ênio dos Santos Pinheiro              | PTB     | 4.267   | 47,28%     |                    |                    |             |
| Francisco Ferreira Torres             | PSD     | -       | -          |                    |                    |             |
| Fontes:                               |         |         |            |                    |                    |             |